# مترو اکسدس
مترو اِکسدِس یا مترو مهاجرت (به انگلیسی: Metro Exodus) یک بازی ویدئویی در سبک تیراندازی اول شخص است که توسط ۴ای-گیمز ساخته شده، و بوسیلهٔ دیپ سیلور در تاریخ ۱۵ فوریه ۲۰۱۹ برای مایکروسافت ویندوز، پلی‌استیشن ۴ و اکس‌باکس وان منتشر شد. این بازی برای اولین بار در طی نمایشگاه رسانه و تجارت ای۳ ۲۰۱۷ رونمایی شد. داستان مترو اکسدس اقتباسی از رمان‌های مترو ۲۰۳۵ و مترو ۲۰۳۳ اثر دیمیتری گلوخوفسکی است، و رخدادهای آن پس از مترو: آخرین نور دنبال می‌شود.
این بازی از گرافیک بالاتر و اسلحه‌های پیشرفته‌تر نسبت به مترو: آخرین نور و مترو: احیا شده برخوردار است. همچنان شخصیت اصلی بازی آرتیوم بوده و شیوهٔ روایی داستان بازی و مراحل آن به صورت غیر خطی است. یکی از نکات بازی حضور دوبارهٔ انسان‌ها بدون ماسک اکسیژن در سطح زمین است که این یک تحول بزرگ در دنیای مترو به‌شمار می‌رود.

## انتشار
اولین پیش پرده این بازی در نمایشگاه رسانه و تجارت ای۳ ۲۰۱۷ در کنفرانس مایکروسافت به نمایش درآمد. بازی در ابتدا قرار بود توسط استیم در رایانه‌های شخصی عرضه شود اما پس از مدتی شرکت سازنده، دیپ سیلور، اعلام کرد که این بازی توسط فروشگاه مخصوص شرکت اپیک گیمز به صورت اختصاصی به فروش می‌رسد و کدهای این بازی نیز مخصوص این سکوی توزیع خواهد بود. این بازی در تاریخ ۱۵ فوریه ۲۰۱۹، برای پلت‌فرم‌های مایکروسافت ویندوز، پلی‌استیشن ۴ و اکس‌باکس وان منتشر شد.